# Ревун (річка)

Розташування річки Ревун з півночі острову Городище у 1860—1880 роках

Реву́н — права протока Дніпра, що відділяє з півночі Томаківський острів, на якому була розташована перша (Томаківська) Запорозька Січ.
Над Ревуном розташовані селища Городище й Червоногригорівка.
До Ревуна впадає його права притока — річка Томаківка.